# Vịnh Liêu Đông
Vịnh Liêu Đông (tiếng Trung: 辽东湾) là một trong ba vịnh nhỏ hợp thành biển Bột Hải (theo quan điểm của Cộng hòa Nhân dân Trung Hoa). Phía đông, bắc và tây của vịnh này là vùng bờ biển thuộc tỉnh Liêu Ninh. Các thành thị chủ yếu nằm trên bờ vịnh Liêu Đông có Hồ Lô Đảo, Cẩm Châu, Bàn Cẩm, Dinh Khẩu. Các sông chính đổ vào vịnh này có Liêu Hà, Đại Lăng Hà. Các đảo đáng chú ý có đảo Cúc Hoa.